# Bart Stops to Smell the Roosevelts
«Bart Stops to Smell the Roosevelts» (с англ. — «Дух Рузвельтов унимает Барта») — второй эпизод двадцать третьего сезона мультсериала «Симпсоны». Премьера состоялась 2 октября 2011 года.

## Сюжет
Эпизод начинается с розыгрыша Бартом директора Скиннера, после чего Скиннер бросает вызов суперинтеданту Чалмерсу, заключающийся в том, сможет ли Чалмерс хоть чему-то обучить Барта. У Гарри Чалмерса получается увлечь Барта президентом Теодором Рузвельтом. Постепенно к Барту присоединились Милхаус, Нельсон, Джимбо, Керни и Дольф. После этого Чалмерс решает свозить ребят на экскурсию в лес, где Рузвельт потерял очки. На экскурсии Нельсон ломает руку, а так как это была несанкционированная поездка, миссис Манц угрожает подать на школу в суд, что приводит к увольнению Гарри. Но Барт и его друзья организуют братство для того, чтобы Чалмерсу восстановили его должность. Для этого они берут школу в заложники и выставляют свои требования. Гарри уговаривает Барта остановиться, но благодаря неуклюжему Виггаму Чалмерсу восстанавливают его должность.

## Отношение публики
Эпизод посмотрели около 6.19 миллионов человек во время первого показа этого эпизода. Он получил 3,0 по рейтингу Нильсена среди взрослых в возрасте 18-49 (на 23 процента меньше премьеры первой серии), и восемь процентов доли.

## Интересные факты
- На одной из фотографий, которые Барт просматривает в Интернете, Рузвельт сражается на боксёрском ринге с мистером Бернсом.
- Сцену на диване для этого эпизода сделал канадский аниматор Джон К., создатель культового американского сериала Шоу Рена и Стимпи.[1]
- На 16 минуте 58 секунде можно заметить отечественную ВАЗ-2108, которая принадлежит Вилли.